# Лорето (Пенсилванија)
Лорето (енгл. Loretto) град је у америчкој савезној држави Пенсилванија.

## Демографија
По попису из 2010. године број становника је 1.302, што је 112 (9,4%) становника више него 2000. године.
| Група             | 2000.         | 2010.         |
| Белци             | 1.135 (95,4%) | 1.168 (89,7%) |
| Афроамериканци    | 30 (2,5%)     | 76 (5,8%)     |
| Азијати           | 6 (0,5%)      | 12 (0,9%)     |
| Хиспаноамериканци | 15 (1,3%)     | 29 (2,2%)     |
| Укупно            | 1.190         | 1.302         |